# Hernando (Floride)
Hernando est une census-designated place du comté de Citrus, dans l'État de Floride, aux États-Unis,. En 2020, elle compte une population de 9 284 habitants.